# Butte du Lion
Pour les articles homonymes, voir Lion (homonymie).
La Butte du Lion, érigée sous le nom de Monument de Waterloo, constituée d'un imposant tertre de terre surmonté d'un colossal Lion belgique, est un monument érigé en 1826, pour éterniser la gloire nationale, sur le site de la bataille de Waterloo, à Braine-l'Alleud, à la demande du roi Guillaume Ier des Pays-Bas qui voulut marquer l'endroit présumé où son fils ainé, le prince Guillaume II, fut blessé à l'épaule à la fin de la bataille. Comme tout le site de la bataille, la Butte est inscrite au Patrimoine majeur de Wallonie. Tourné vers la France, l’animal a la patte posée sur un globe terrestre, annonçant la paix européenne retrouvée.

## Historique
Le projet de tumulus est confié en janvier 1820 à l'architecte du roi, Charles Vander Straeten (1771-1834), après que le projet de pyramide puis d'obélisque de son rival Jean-Baptiste Vifquain a été refusé.
La butte est un cône de terre régulier de 169 mètres de diamètre et 41 mètres de haut accessible par un escalier de 226 marches. Le cône évoque aussi les tumuli des tribus de la Gaule belgique. Ouvert en 1824, le chantier nécessite le déplacement de 290 000 m3 de terres prélevées au sud-ouest de la rue de la Croix jusqu'à la ferme de la Haie-Sainte. Le transport des terres aurait été fait par des botteresses (porteuses de hottes) liégeoises. Cette idée longtemps acquise a été remise en cause,. Un simple calcul montrant que 44 000 charges par jour auraient été nécessaires permet de démentir cette légende.
Le lion fut hissé et posé sur son piédestal au sommet de la butte au soir du 28 octobre 1826.
Son succès touristique ne date que de la seconde moitié du XIXe siècle. Ce n'est d'ailleurs qu'en 1863-1864 qu'on aménage le promenoir au sommet de la butte avec la construction de l'escalier. En 1832, lorsque les troupes françaises du maréchal Gérard passent à Waterloo pour soutenir le siège de la citadelle d'Anvers toujours tenue par les Hollandais, le Lion faillit être renversé par les soldats français. Ils en brisèrent même la queue.
Le 14 janvier 1999 des glissements de terrain se produisent, sur la butte du côté du bâtiment du Panorama. De semblables dégâts se sont produits en 1995 et furent réparés avec l'enfoncement de 650 micro-pieux.
Le 21 mai 2015, il y est inauguré le Mémorial Waterloo 1815 pour la célébration du bicentenaire pour un coût avoisinant les 40 millions d'euros avec rénovation des structures adjacentes. Depuis lors, l'accès à la butte de Lion est payant et se fait uniquement par le musée située à proximité.
Le 27 février 2019, une convention est signée pour confier l'exploitation touristique du site à la société française Kléber Rossillon jusqu'en 2035 contre une redevance annuelle de 365 000 euros et deux redevances variables sur le chiffre d'affaires. Le lion de Waterloo regarde vers la France.

## Description

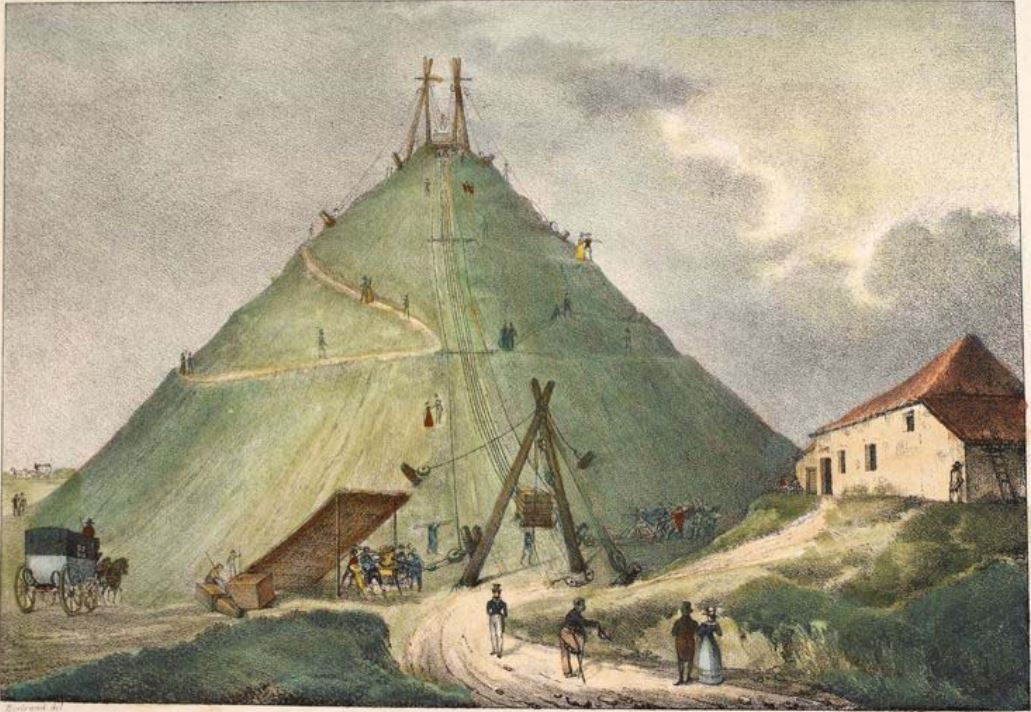
Illustration du dispositif d'élévation des neuf pièces en fonte de fer du lion. Gravure de 1825.

Une colossale sculpture en fonte d'un Lion belgique (Leo Belgicus) est juchée sur un piédestal de pierre de taille lui-même soutenu par une colonne de brique enfouie dans la butte de terre,. Le lion est composé de neuf pièces de fonte de fer coulées dans les forges de John Cockerill à Seraing, d'après un modèle sculpté par Jean-Louis Van Geel (Malines, 1787-Bruxelles, 1852).
Cette sculpture monumentale a été coulée en fonte dans un moule en plâtre ; son poids total est de 28 tonnes ; il mesure 4,50 m de longueur sur 4,45 m de hauteur, depuis le sommet de la tête jusqu'aux pieds[Information douteuse].
Le lion symbolise la victoire et le nouveau royaume uni des Pays-Bas ; sa patte posée sur un boulet de canon représente la paix que l'Europe a conquise à l'issue de la bataille.
Le sommet de la butte offre une large vue sur le champ de bataille de Braine-l'Alleud à Genappe, de Plancenoit à Mont-Saint-Jean. Une table d'orientation permet de situer les fermes et les positions des troupes sur le terrain.
Wellington qui visita Mont-Saint-Jean quelques années après sa victoire déclara tristement que la pyramide du Lion avait gâté son champ de bataille. « En effet on dut considérablement abaisser le niveau du terrain pour prendre la terre nécessaire à l'édification de ce monticule et ainsi le fameux chemin creux d'Ophain, par exemple, où vinrent s'engouffrer les premières lignes de la cavalerie française, n'a plus la profondeur qui causa cet écrasement horrible de soldats et de chevaux. ».

Vues du site
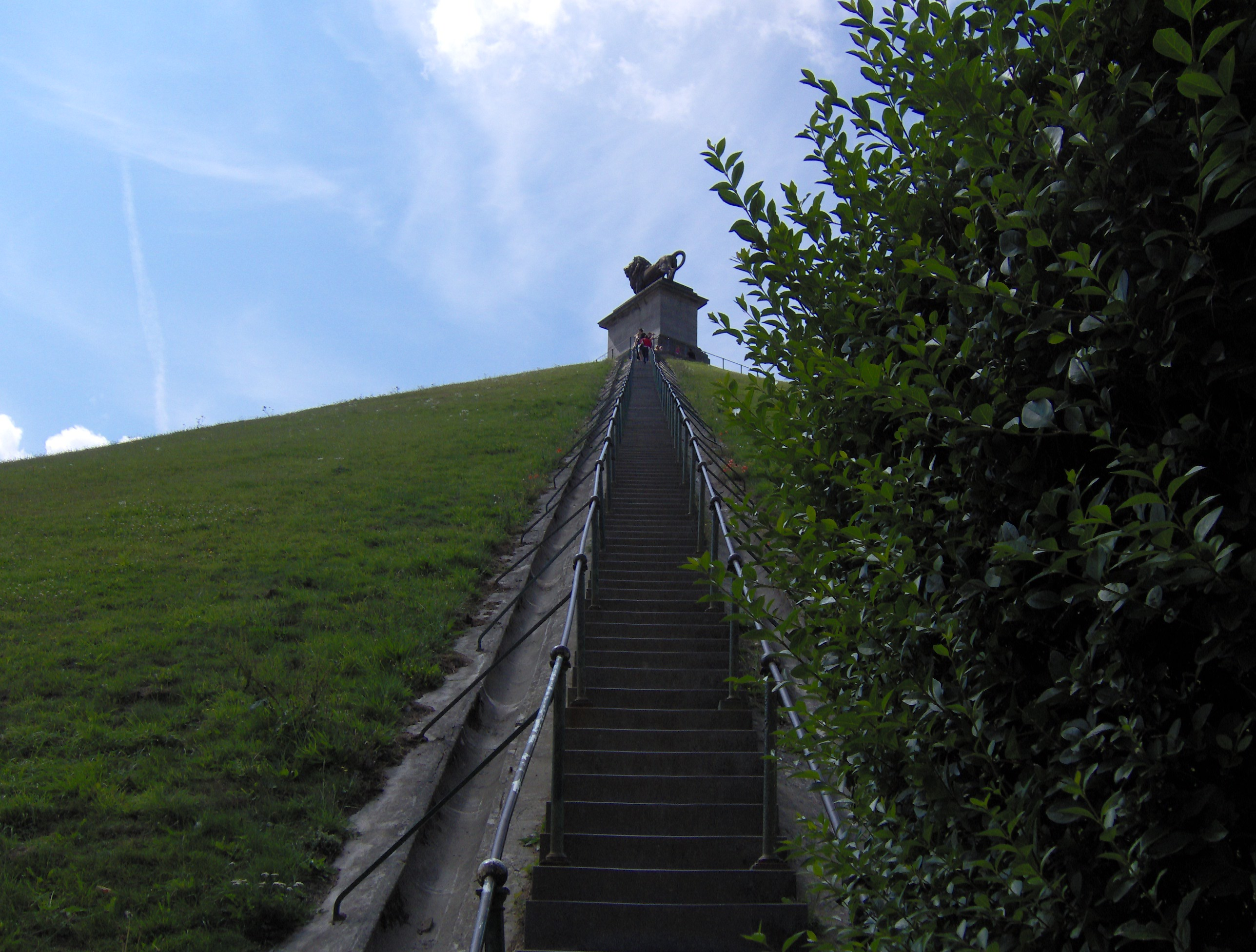
L'escalier.
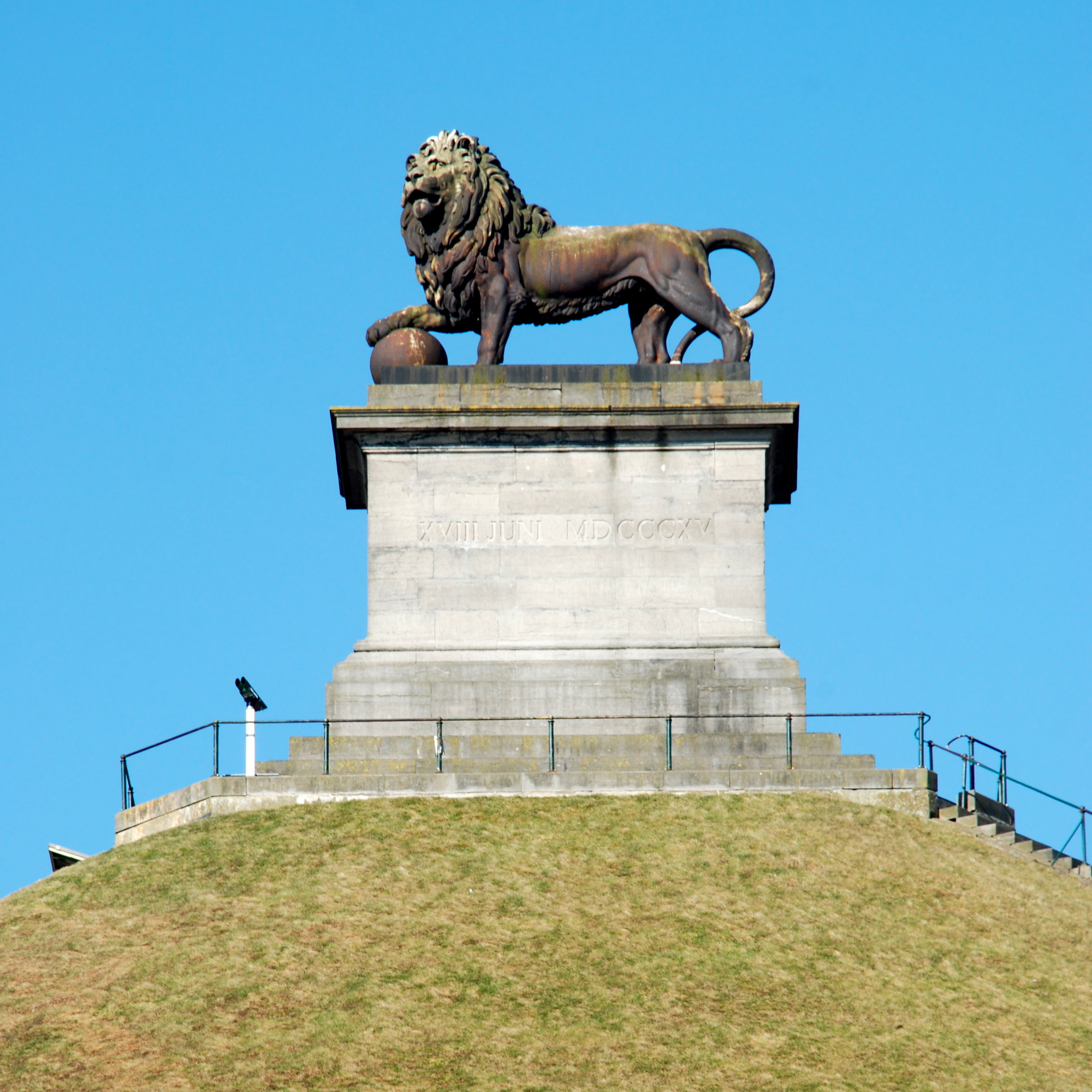
Le Lion belgique, la patte sur le boulet.
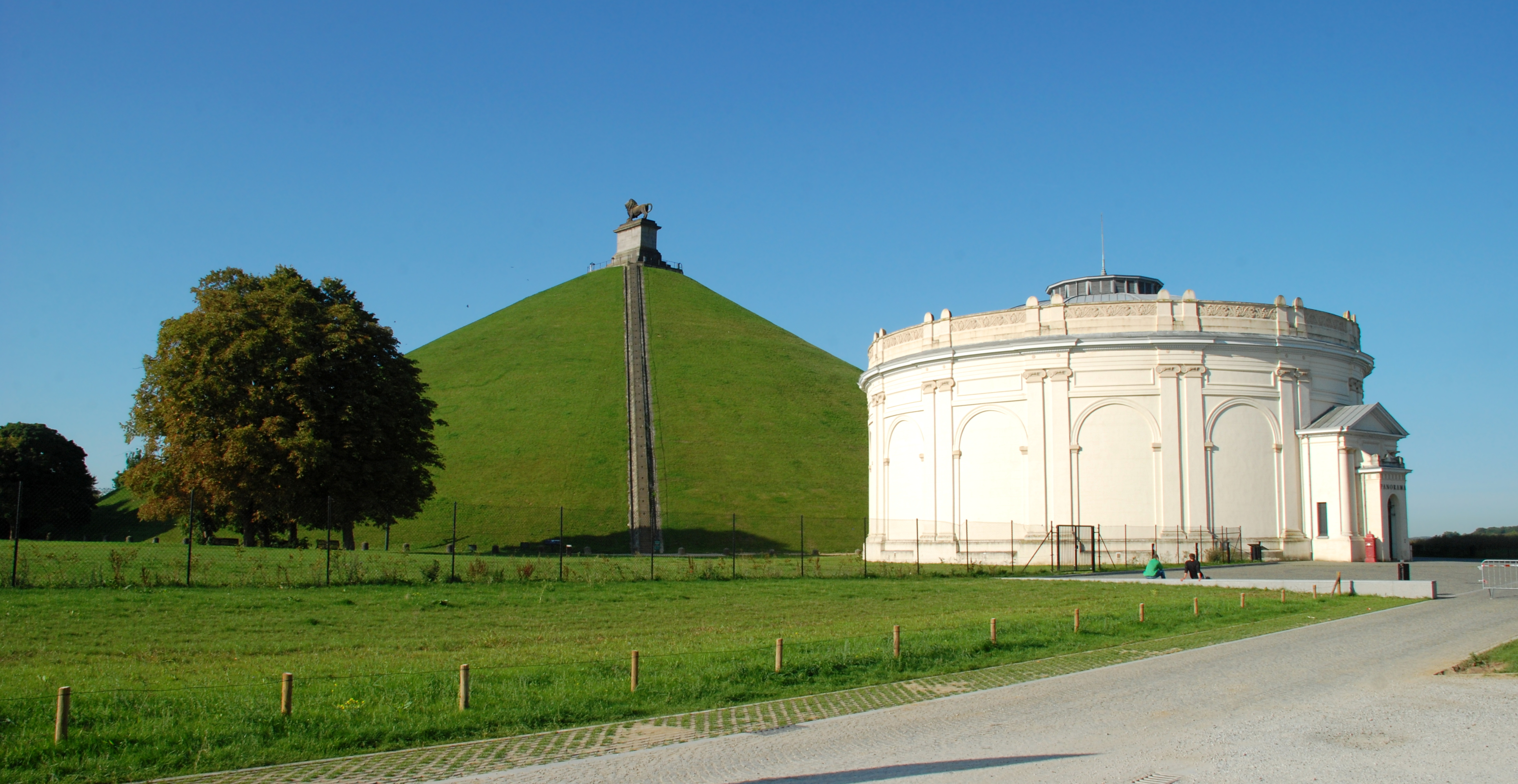
La butte du Lion et la rotonde du Panorama de la bataille de Waterloo.